# Huis Dukagjini
Het huis Dukagjini (Albanees: Shtëpia e Dukagjinit) was een Albanese adellijke familie die van 1387 tot 1444 over het vorstendom Dukagjini in het noorden van Albanië, het zuiden van Montenegro en grote delen van het huidige Kosovo regeerde. Het vorstendom Dukagjini voegde zich in 1444 aan de Liga van Lezhë. In 1468 volgde prins Lekë III de vorst Skanderbeg op als opperbevelhebber in de oorlog tegen het Ottomaanse Rijk.

## Geschiedenis

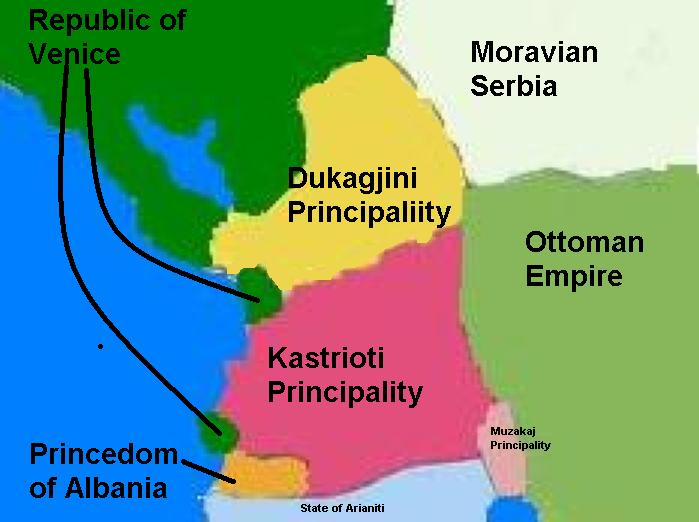
Het vorstendom Dukagjini in de 15e eeuw (geel)

De wortels van de Dukagjini's lagen in Mirditë, een rooms-katholieke plaats in het noorden van Albanië. Stamvader was Tanush Dukagjini, een edelman in noord-Albanië. Telg Gjin Dukagjini heerste tijdens de Venetiaanse bezetting over enkele dorpen in de omgeving van Lezhë. Ondanks dat Gjin Dukagjini de Balsha-dynastie steunde in hun conflict met het Republiek Venetië, toonden de Venetianen genade voor zijn zoon Nikollë I Dukagjini. Tanush II Dukagjini regeerden hierna over de dorpen.
In 1387 werd staatvorming van het vorstendom Dukagjini gerealiseerd na opstand tegen het vorstendom Balsha, de eerste prinsen van dit vorstendom waren Pal I Dukagjini en Lekë I Dukagjini. De Dukagjini's ondervonden gedurende de 15e eeuw rivaliteit met de Venetianen. Hoewel de familie bij de eerste slag om Shkodër tussen Venetië en Servië neutraal bleef. Steunden de Dukagjini's de Servische despoot Stefan Lazarević tijdens de tweede slag. Ook weigerden ze bondgenoot te worden van Venetië na verzoek van Koja Zaharia, die getrouwd was met prinses Boska Dukagjini.
In 1444 sloot prins Pal II Dukagjini zich bij de Liga van Lezhë om het Ottomaanse Rijk te bestrijden. Na zijn dood in 1446 erfden zijn zoons Lekë III en Nikollë de heerschappij over zijn gebieden. Lekë III en Nikollë II waren een van de commandanten van de Liga van Lezhë, dat een succesvolle rebellie vocht tot de dood van Gjergj Kastrioti in 1468. Lekë Dukagjini werd de opvolger van Kastrioti als vorst van Albanië en leidde het Albanese leger tot 1479 tegen de Ottomaanse troepen. Na de belegering van Shkodër door sultan Mehmet II viel de Liga van Lezhë en werd Albanië volledig bezet.

## Heerserslijst
- Pal I Dukagjini (1387-1393)
- Lekë I Dukagjini (1387–1393)
- Tanush II Dukagjini (1393–1413)
- Pal II Dukagjini (1413–1444)
- Lekë III Dukagjini (1444–1478)
- Nikollë II Dukagjini (1444–1478)

## Stamboom
- Tanush Dukagjini
  - Gjin
    - Progon
      - Irena ⚭ Strazimir Balsha
      - Lekë I
        - Nikollë I
        - Pal I
          - Lekë II

        - Tanush II
          - Pal II
            - Lekë III ⚭ Teodora Muzaka
              - Stefan ⚭ Angjelina Spani
              - Nikollë III

            - Nikollë II ⚭ Chiranna Arianiti
              - Progon
              - Draga
              - Gjergj

## Trivia
- De heerschappij van de Dukagjini's heeft nog steeds invloed, zo schreef Prins Lekë de kanun, een wettekst bedoeld voor Gegische Albanezen die nog steeds wordt nageleefd in sommige huishoudens in noord-Albanië en west-Kosovo.